# Lavonius
Lavonius är ett efternamn som bärs av medlemmar av en finländsk släkt med avläggare i Sverige.
Släkten 'Lavonius' har möjligtvis tagit namn från ursprungsorten Lavola rusthåll i Viborgs socken. Andra möjligheter är  Lavola i Taipalsaari eller Lavola i Kerimäkis Klemettilä (nu: Paasniemi). .
En medlem av släkten, Alexander Lavonius adlades i Finland 1855 men slöt  på svärdssidan 1875 själv sin ätt. Han bodde de sista åren av sitt liv i Sverige och räknas därför som svensk ointroducerad adel. Hans dotter Maria (1846–1915) var gift med den svenske grosshandlaren och filantropen Oscar Ekman (1812–1907) i bägges andra gifte.
År 2018 var 6 personer med efternamnet Lavonius bosatta i Sverige. År 2014 var 76 personer med namnet Lavonius registrerade som levande (av finländska Befolkningsregistercentralen). En del är svensktalande, andra finsktalande. Ett mindre antal av dessa kan vara bosatta utomlands.

## Personer med efternamnet Lavonius
- Alexander Lavonius (1802–1875), finländsk ämbetsman och adelsman
- Magnus Lavonius (1870–1948), finländsk industriman, diplomingenjör, bergsråd
- Robert Lavonius (1879–1967), finländsk industriman, bergsråd
- Rosina Lavonius (1821–1890), finländsk brevskrivare
- Wilhelm Lavonius (1874–1932), finländsk försäkringsman och politiker